# Адамчук, Дариуш
Дариуш Адамчук (пол. Dariusz Adamczuk; род. 21 октября 1969[…], Щецин) — польский футболист, полузащитник. Провёл несколько матчей за национальную сборную Польши. Серебряный призёр летних Олимпийских игр 1992 года в Барселоне.

## Карьера

### Клубная
Свою карьеру он начинал за клуб из его родного города «Погонь». Затем в его карьере было множество европейских клубов.
В 1999 году он на правах свободного агента перешел в шотландский «Рейнджерс», а до «рейнджеров», он играл в ещё одном клубе Клайдсдейл-бэнк премьер-лиги в «Данди».
В 2006 году возобновил карьеру игрока, чтобы играть за фарм-клуб родного клуба «Погонь».

### В сборной
Вместе с сборной Польши стал серебряным призёром летних Олимпийских игр 1992 года в Барселоне.
В одиннадцати матчах за сборную Польши, он забил всего один мяч, это случилось в матче против сборной Англии.